# Blaesoxipha zayasi
Blaesoxipha zayasi är en tvåvingeart som först beskrevs av Boris Borisovitsch Rohdendorf 1971.  Blaesoxipha zayasi ingår i släktet Blaesoxipha och familjen köttflugor.
Artens utbredningsområde är Kuba. Inga underarter finns listade i Catalogue of Life.